# Dâmbău
Dâmbău alte Schreibweise Dîmbău (deutsch Hügeldorf, ungarisch Küküllődombó oder Dombó) ist ein Dorf im Kreis Mureș in der Region Siebenbürgen in Rumänien. Verwaltungstechnisch gehört es zur Gemeinde Adămuș.
Name Der Begriff „Hügel“ stammt nach seiner Herkunft höchstwahrscheinlich vom slawischen Wort „dobovo“.

## Lage
Das Dorf Dâmbău liegt im Kokeltal an der Târnava Mică (Kleine Kokel) an der Dorfstraße (drum comunal) DC 82 drei Kilometer nördlich vom Gemeindezentrum entfernt.

## Geschichte

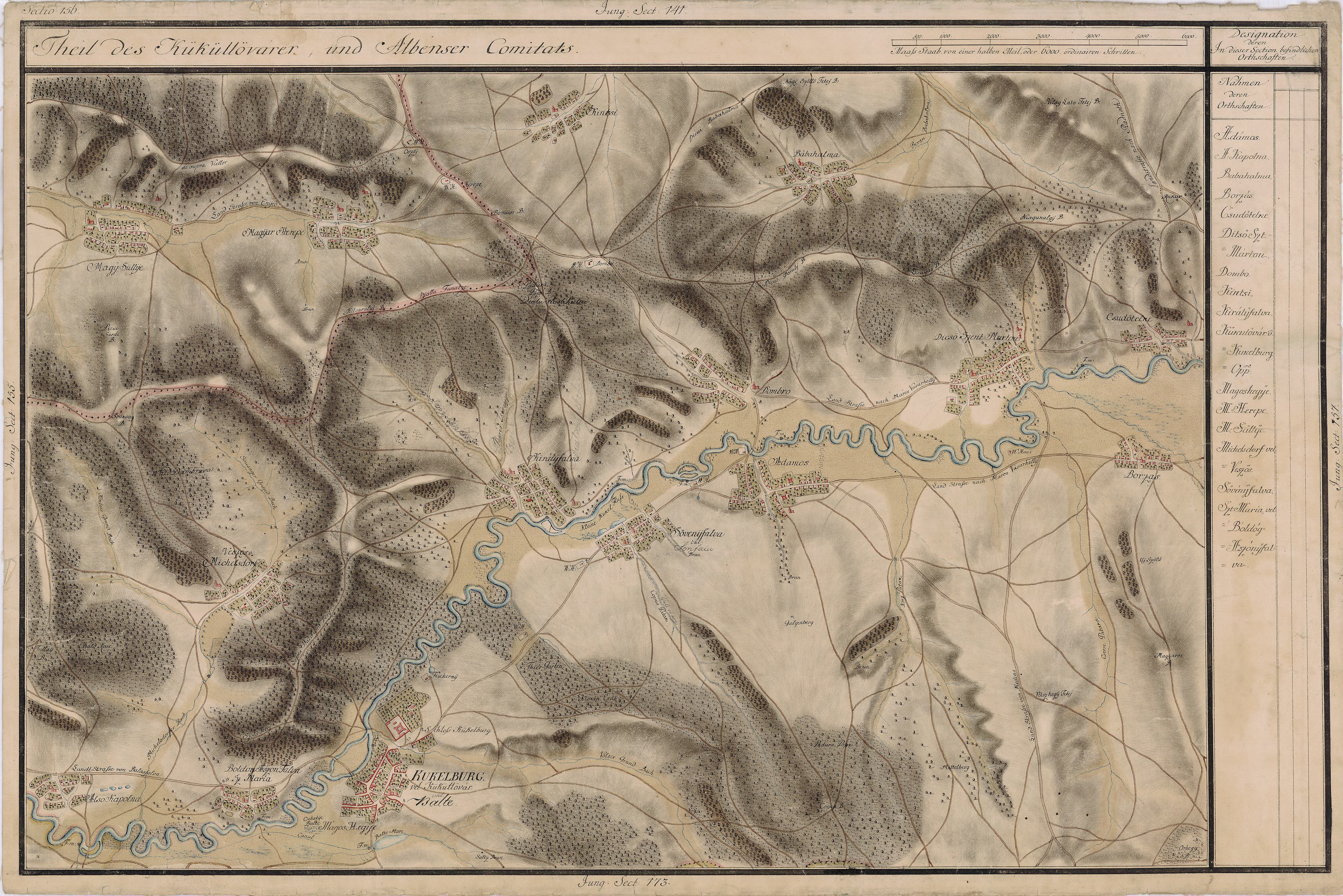
Dombo (Dâmbău) in der Josephinischen Landaufnahme von 1769 bis 1773

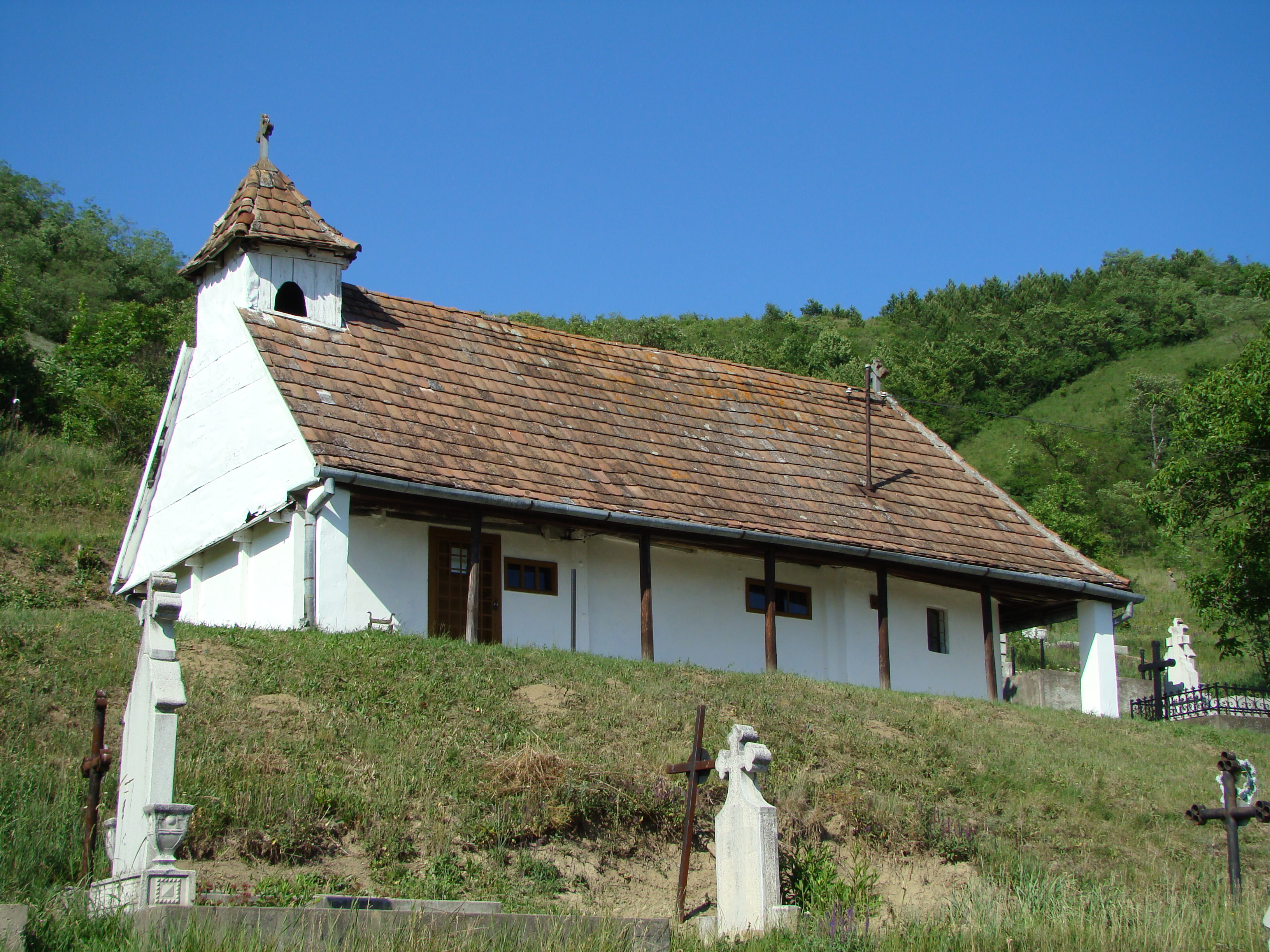
Hölzerne Kirche

Laut mündlicher Überlieferung befand sich Dombó ursprünglich nicht an seinem heutigen Standort, sondern im Tal weiter westlich in Richtung Királyfalva, in dem von Hügeln umgebenen Tal namens „Nyergesek és a Hangás“. Während des zweiten Tatareneinfalls (um 1650) wurde das Dorf niedergebrannt und dann in diesem für die Besiedlung besser geeigneten Tal wieder aufgebaut. Das Tal, in dem das Dorf wieder aufgebaut wurde, hieß Kisdombo.
Urkundlich taucht er erstmals 1278 unter dem Namen Dumbobach auf. 1347 erscheint es als Dombow, 1348 und 1465 als Dombo.
1332 hat es eine Pfarrkirche, nach dem päpstlichen Zehnten zahlt sein Priester Jakab 26 alte Banal, 1333 Priester Simon 6 alte Banal, 1335 Priester Albert 1 garas, dann wieder 5 alte Banal. 1543 wird auch der Pfarrer von Dombo urkundlich erwähnt. Seine mittelalterliche rein katholische Bevölkerung wird während der Reformation reformiert und später zusammen mit der Kirche unitarisch. Das XVIII. Jahrhundert Unitarische Mutterkirche und auch zu Beginn dieses Jahrhunderts.

## Bevölkerung
1850 lebten im Dorf Dâmbău 715 Einwohner. 119 waren Rumänen, 484 Magyaren, zwei Rumäniendeutsche und 101 Roma. 1977 wurde mit 1404 die größte Bevölkerungszahl registriert. Bei der Volkszählung 2002 lebten in Dâmbău 1165 Personen, darunter 444 Rumänen, 714 Magyaren, drei Rumäniendeutsche und 4 Roma.

## Sehenswürdigkeiten
- Die rumänisch orthodoxe Holzkirche Sf. Arhangheli im 18. Jahrhundert errichtet,[3] steht unter Denkmalschutz.[4]

## Persönlichkeiten
- László Hunyadi (* 1933), Bildhauer hier geboren